# Strausberger Platz (Berlins tunnelbana)
Strausberger Platz är en tunnelbanestation i Berlin som öppnades 1930 som ligger under Strausberger Platz.
Stationen skapades tillsammans med ytterligare tio när den nya linje E, dagens U5, byggdes från Alexanderplatz och vidare österut under Frankfurter Allee. Arkitekt var Alfred Grenander.

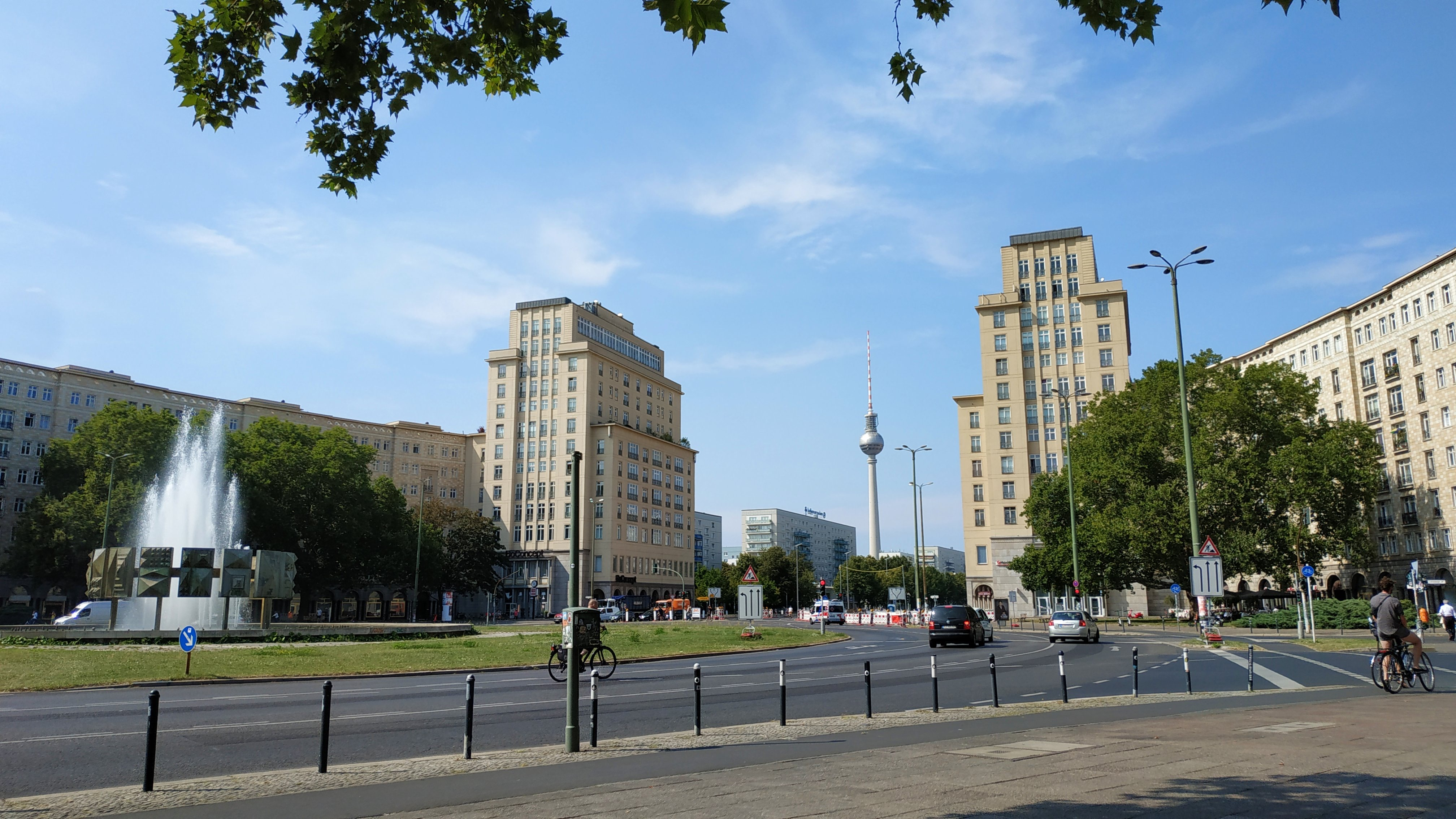
Strausberger Platz
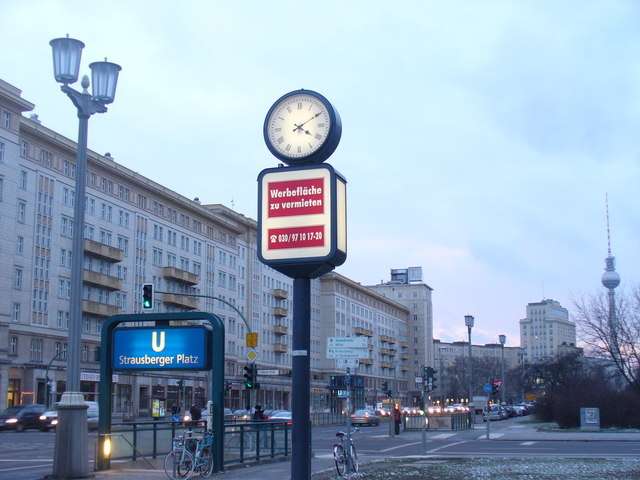
En av entréerna
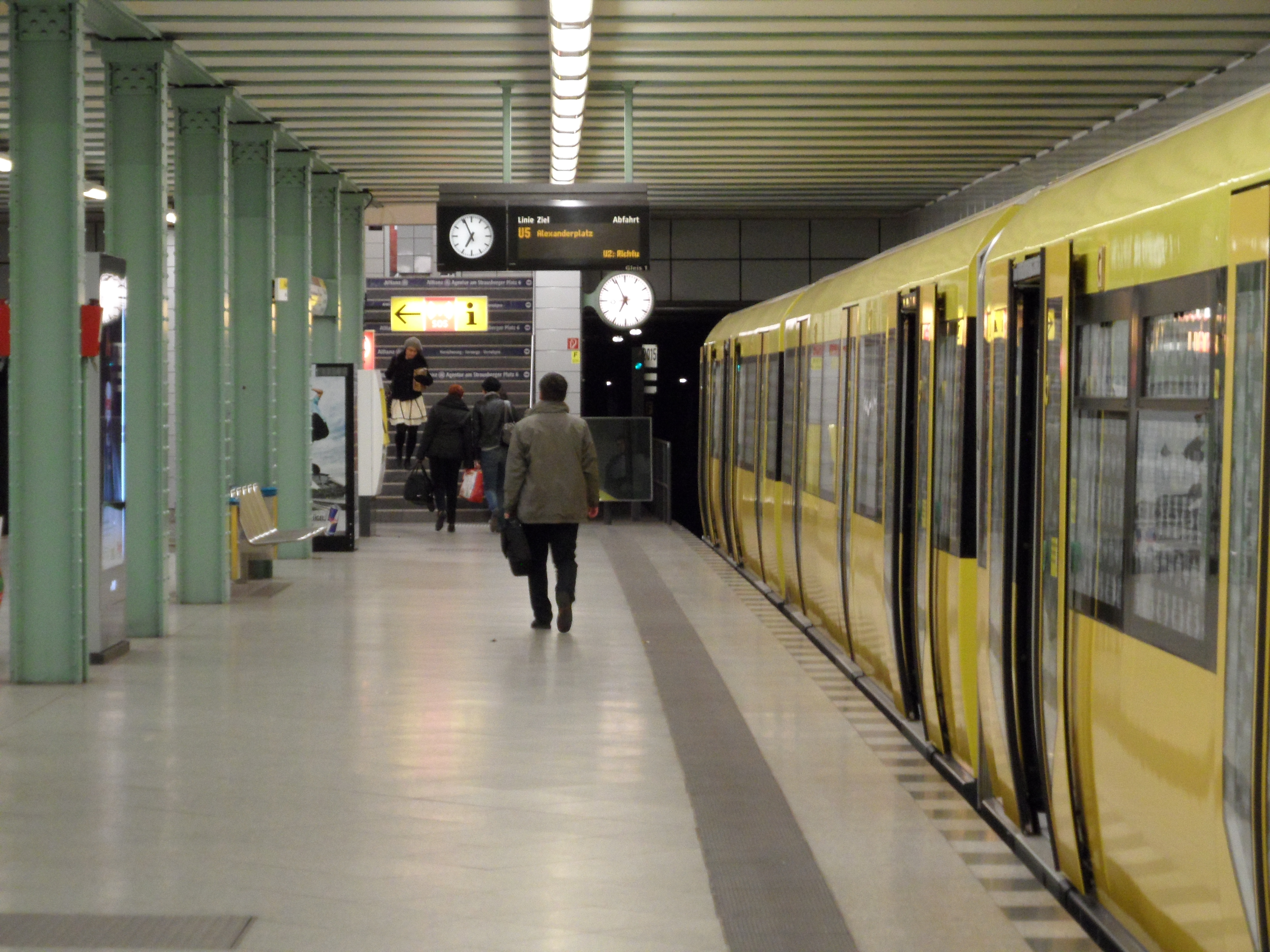
Perrongen